# Charles Fantin de Boutin
Pour les articles homonymes, voir Boutin.
Charles-Marie Fantin de Boutin né vers 1760 et mort en 1787 est un navigateur français. 

## Biographie

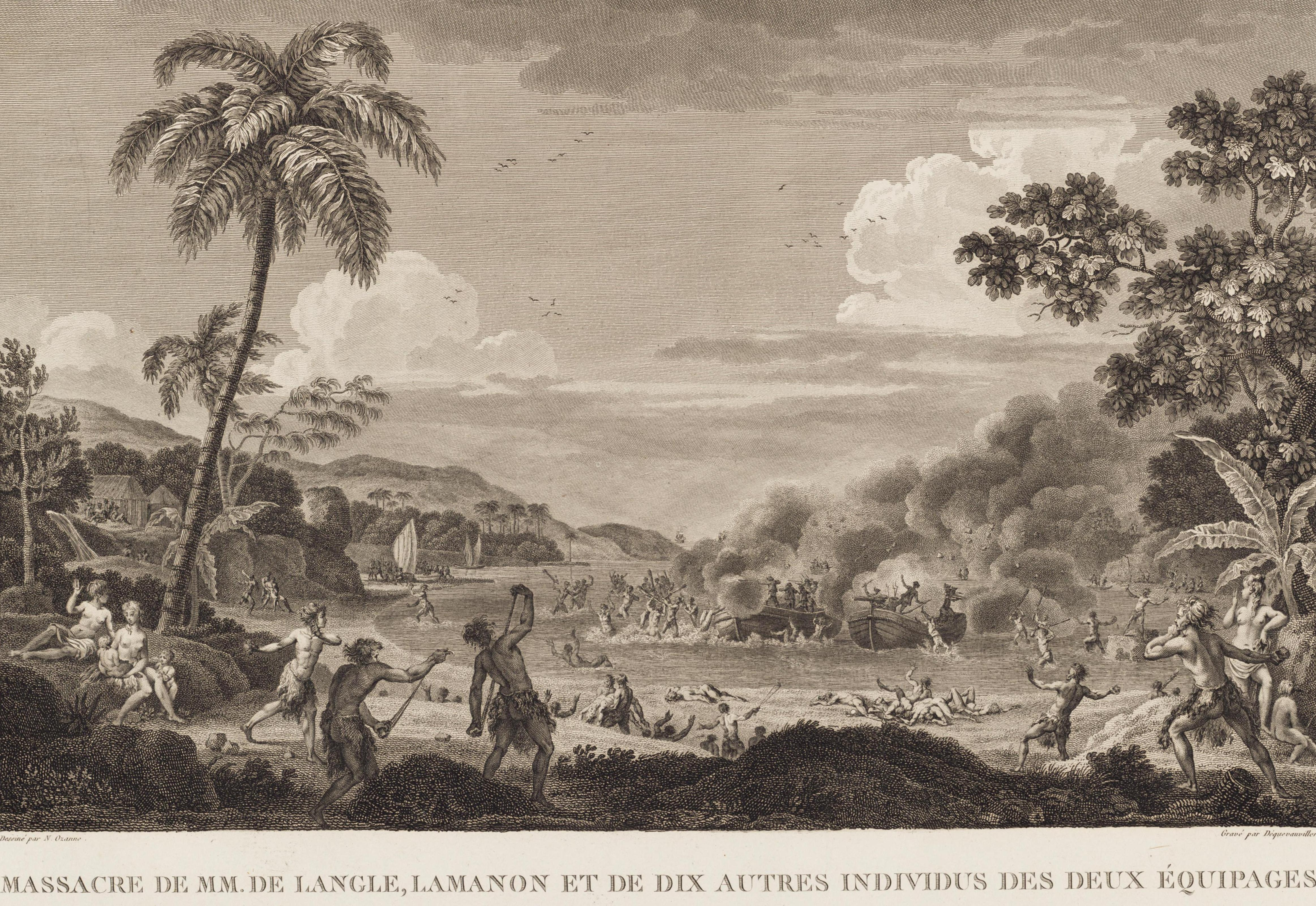
Le massacre de Maouna, dans lequel Charles Fantin de Boutin trouva la mort en 1787. Gravure d'après Nicolas Ozanne (1797).

Fils d’un intendant des Finances (contrôleur général), enseigne de vaisseau le 1er avril 1778, Charles-Marie Fantin de Boutin embarque sur le Magnifique en 1778 et participe à la guerre d’indépendance américaine. Il est à la prise de la Grenade et au siège de Savannah. Après un passage sur la frégate la Sybille, dans l’escadre de La Motte-Picquet, il embarque sur la corvette la Cérès, prise par les Anglais. Il est fait prisonnier puis libéré. Il sert ensuite sur la corvette la Vigilante et la flûte la Désirée. Chevalier de l'ordre de Saint-Louis le 26 mai 1785, il est promu lieutenant de vaisseau le jour où les deux frégates de l’expédition doublent le cap Horn et reçoit la croix de Saint-Louis le 1er juillet 1787. 
Il intègre l’État-major de la Boussole, frégate de l’expédition autour du monde entreprise par Jean-François de La Pérouse, en 1785. Il succombera des blessures infligées lors du massacre de Maouna (île de Tutuila), le 11 décembre 1787, alors qu’il commande la chaloupe de la Boussole, une des quatre embarcations mobilisées par le Capitaine Fleuriot de Langle pour compléter les provisions d’eau. À peine accostés les membres des équipages font l’objet d’une attaque inattendue des insulaires. Renversé, Charles-Marie Fantin de Boutin tombe entre deux chaloupes avant d’être récupéré, touché de cinq blessures à la tête et une dans l’estomac. Sur 61 passagers se rendant à terre, douze membres de l’expédition seront tués ce 11 décembre 1787. 
La Pérouse vante ses qualités : « M. Boutin est plein d’esprit, de talent, d’une activité infatigable, d’une fermeté et d’un sang-froid dans les occasions difficiles, dont je ne ferai jamais assez l’éloge, c’est à cette qualité que je dois la conservation du petit canot qui traversa les brisants de la passe du port des Français le jour du naufrage de nos malheureux compagnons de voyage. »